# بارون کنیپ‌هاوزن
بارون کینپ هاوزن (Baron Tido Von Kniphausen) رئیس تجارت خانهٔ امپراتوری هلند در بصره بود. وی در سال ۱۱۶۷ جزیرهٔ خارگ را به تصرف خود درآورد و آن جا را مرکز صید و تجارت مروارید قرار داده و قلعه‌ای نظامی در آن جزیره ساخت.